# Francisco Xavier Escudero
Pour les articles homonymes, voir Escudero.
Ne doit pas être confondu avec Francisco Escudero.
Francisco Xavier Escudero, né à Huesca en 1871, est un sculpteur et graveur en médailles espagnol.

## Biographie
Il expose au Salon des artistes français dès 1888 et y obtient une mention honorable en 1890. Il remporte aussi une médaille de bronze à l'exposition universelle de 1900 pour le groupe de marbre Hiver ou Invierno. 
On lui doit essentiellement des œuvres religieuses. 